# Litoria bibonius
Litoria bibonius és una espècie de granota del gènere Litoria de la família
Hylidae. Originària de les Illes D'Entrecasteaux en Papua Nova Guinea.